# Troglophilus tatyanae
Troglophilus tatyanae är en insektsart som beskrevs av Di Russo och Rampini 2007. Troglophilus tatyanae ingår i släktet Troglophilus och familjen grottvårtbitare. Inga underarter finns listade i Catalogue of Life.